# Santo Trafficante Jr.
Santo, Jr Trafficante, conosciuto da alcuni come Sam Trafficante (Tampa, 15 novembre 1914 – Tampa, 17 marzo 1987), è stato un mafioso statunitense, boss dell'omonima famiglia. Durante la sua lunga leadership mantenne stretti legami con le famiglie Bonanno e Lucchese, ma ancora più stretti con la famiglia di New Orleans e la Chicago Outfit.

## Biografia

### Anni giovanili
Santo Jr. nacque a Tampa, in Florida, dal boss Santo Trafficante Sr. e da Maria Cacciatore nel 1914. Da giovane era noto per aver varie case a Tampa e Miami, oltre che a Cuba e New York. Controllava varie attività legali, quali casinò e alberghi a Cuba, un cinema drive-in, il ristorante Columbia e vari bar e ristoranti a Tampa. Era presente con il padre alla Conferenza dell'Avana il dicembre 1946. Fu arrestato frequentemente nel 1950 per corruzione e scommesse sulla bolita. In tutta la vita non trascorse un solo giorno in carcere.

### Progetti cubani
Durante la dittatura di Fulgencio Batista, Santo Jr. operò a Cuba dal casinò Sans Souci e acquisì vari casinò dell'isola, soprattutto a L'Avana: tra questi l'Hotel Habana Riviera, il Tropicana Club, il Sevilla Biltmore, il Capri, il Commodoro, il Deauville e l'Havana Hilton. Lo stato cubano avrebbe ricevuto il 10% dei profitti dei casinò e alberghi dei Trafficante. Alcuni ritengono fosse coinvolto nell'omicidio di Albert Anastasia e fu tra gli arrestati nel 1957 alla Riunione di Apalachin.
Nel 1959 il governo rivoluzionario comunista di Fidel Castro sequestra e nazionalizza i casinò e alberghi (alcuni dei quali vengono demoliti), e Trafficante è costretto a lasciare l'isola con i suoi uomini come indesiderato. Per questo, alcuni ritengono che, con il sostegno e l'aiuto della CIA, abbia ordito vari attentati alla vita di Castro durante gli anni '60.

### L'uccisione di Kennedy e gli anni successivi
Si ritiene che Santo Jr., Carlos Marcello di New Orleans, Sam Giancana di Chicago e Jimmy Hoffa dei Teamsters, furono coinvolti nell'omicidio di John F. Kennedy, avvenuto nel 1963 a Dallas. Si ritiene anche fosse coinvolto nella distruzione del night club King's Court a Miami, che era controllato da alcuni membri della famiglia Bonanno, tra cui Joseph D. Pistone, agente infiltrato dell'FBI noto come Donnie Brasco. La distruzione del King's Court sarebbe stato un favore fatto all'amico e alleato Alphonse "Sonny Red" Indelicato, ma anche per questo fatto non fu condannato. La salute di Trafficante declinò dagli anni '80. Morì il 17 marzo 1987, a 72 anni.